# Lonatura latilipa
Lonatura latilipa är en insektsart som beskrevs av Blocker och Fegley 1988. Lonatura latilipa ingår i släktet Lonatura och familjen dvärgstritar. Inga underarter finns listade i Catalogue of Life.